# Taxonomia linneana

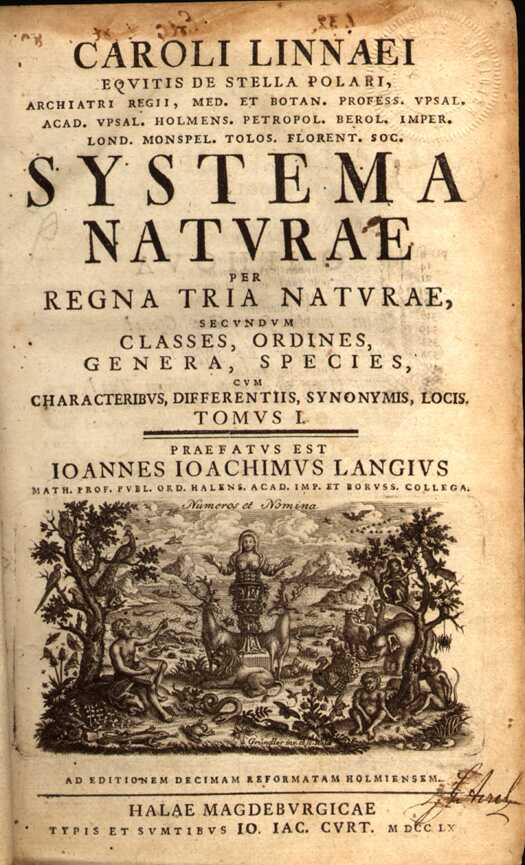
Coberta de Systema Naturae, Halle an der Saale, (Alemanya), 1760

La taxonomia linneana és un mètode de classificació dels éssers vius, originàriament dissenyat (i anomenat en honor de) Carl von Linné, tot i que ha canviat considerablement des del seu temps. La principal innovació de Linné, que encara és l'aspecte més important d'aquest sistema, és l'ús generalitzat de la nomenclatura binomial, la combinació d'un nom genèric i un únic epítet específic per a identificar de manera única cada espècie d'organisme. Per exemple, l'espècie humana és identificada de manera única pel binomi Homo sapiens. Cap altra espècie d'organisme no pot dur aquest binomi. Abans de la taxonomia linneana, els animals eren classificats segons el seu mode de locomoció.
Totes les espècies són classificades en una jerarquia amb rangs, començant originàriament amb els regnes (tot i que des d'aleshores s'hi ha afegit el rang de domini per sobre els regnes). Els regnes es divideixen en fílums (per als animals; el terme divisió, utilitzat per a les plantes i els fongs, és equivalent al rang de fílum, i el codi internacional de nomenclatura botànica actual permet l'ús de qualsevol dels dos termes). Els fílums o divisions es divideixen en classes, que es divideixen progressivament en ordres, famílies, gèneres i espècies.
Tot i que el sistema linneà s'ha revelat ser sòlid, l'expansió del coneixement ha dut a una expansió del nombre de nivells jeràrquics dins del sistema, augmentant les necessitats administratives del sistema (vegeu, per exemple, ICZN), tot i que roman l'únic sistema de classificació actual que gaudeix d'una acceptació científica universal. Entre les subdivisions que han estat introduïdes més recentment, hi ha els fílums, les superclasses, els superordres i infraordres, les famílies, les superfamílies i les tribus. La majoria d'aquests nivells jeràrquics addicionals sorgeixen en disciplines com ara l'entomologia, l'objecte d'estudi de les quals està ple d'espècies que han de ser classificades. Tot camp de la biologia ric en espècies, o que estigui subjecte a una revisió de l'estat de coneixement actual quant a aquestes espècies i les seves relacions entre si, farà servir inevitablement els nivells jeràrquics addicionals, especialment quan s'integren formes fòssils en classificacions dissenyades inicialment per a organismes vivents, o quan s'apliquen eines taxonòmiques més noves, com ara la cladística o la nomenclatura filogenètica.
Hi ha rangs per sota l'espècie: en zoologia, subespècie i morf; en botànica, varietat i forma. La majoria de botànics utilitzen actualment "subespècie" en lloc de "varietat" (tot i que, estrictament parlant, no són de rang equivalent), i "forma" ha estat pràcticament abandonat.
Els grups d'organismes de qualsevol d'aquests rangs reben el nom de tàxons o grups taxonòmics.